# 50 първи срещи
„50 първи срещи“ (на английски: 50 First Dates) е американска романтична комедия от 2004 г. на режисьора Питър Сегал, по сценарий на Джордж Уинг и участват Адам Сандлър, Дрю Баримор, Роб Шнайдер, Шон Астин и Дан Акройд.